# Mevlana-Moschee (Berlin)

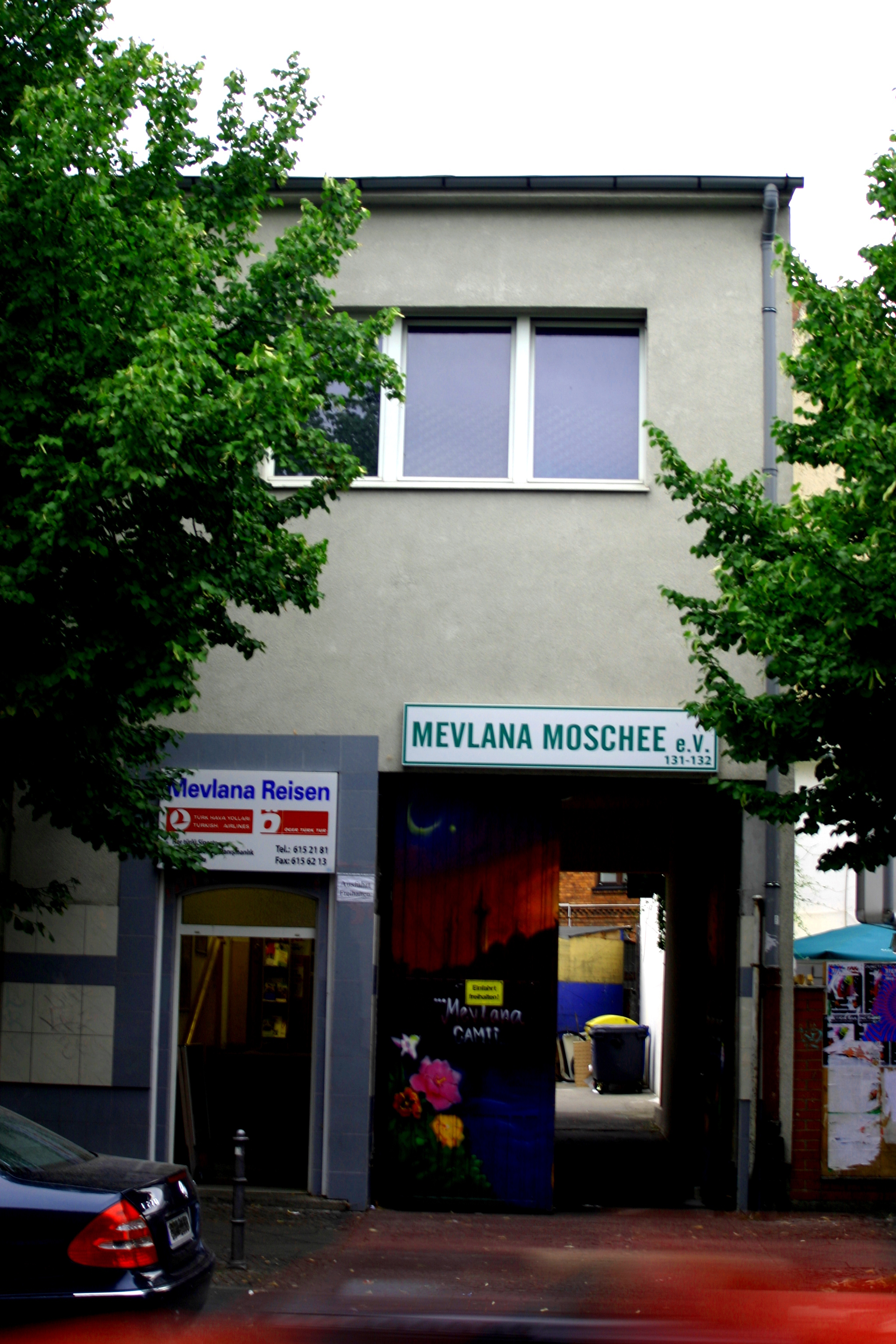
Fassade und Eingang des Gebäudes der Mevlana-Moschee an der Skalitzer Straße. Seit 2013 wird das Haus umgebaut und um eine Kuppel und ein Minarett erweitert.

Die Mevlana-Moschee (türkisch Mevlana Camii) ist eine Moschee im Berliner Stadtteil Kreuzberg. Die Mevlana-Gemeinde ist Gründungsmitglied der Islamischen Föderation Berlin. Die Gemeinde der Mevlana-Moschee zählt etwa 350 Mitglieder.

## Geschichte

### Verbindungen zur Millî Görüş
Der Mevlana Moschee steht in der Kritik wegen Verbindungen zur Millî-Görüş-Bewegung, die vom Verfassungsschutz wegen islamistischer und antidemokratischer Haltung beobachtet wird. Die Islamische Gemeinschaft Millî Görüş Berlin (IGMG-Berlin) wurde am 14. August 1976 unter dem Namen „Avrupa Milli Görüş Teşkilati – Berlin Bölge e. V.“ (AMGT – Sektion Berlin) gegründet. Am 23. August 1980 änderte die AMGT-Berlin ihren Namen in „Mevlana-Moschee und Koranschule e. V.“. Zur gleichen Zeit wurde die „Islamische Föderation in Berlin e. V.“ gegründet, deren Gründungsmitglied der Verein „Mevlana-Moschee und Koranschule e. V.“ ist. Am 24. August 1989 wurde der Name abermals in „Mevlana-Moschee e. V.“ geändert. Nach internen Unterlagen sollte weiterhin der Name „Milli Görüş (AMGT-Berlin)“ verwendet werden und nach einer Neugliederung Juni 1995 „Islamische Gemeinschaft Milli Görüş / Sektion Berlin“ (IGMG-Berlin). Nach außen führt der Verein weiterhin den Namen „Mevlana-Moschee e. V.“
Nail Dural, seit der Gründung 1980 bis zum 26. November 2005 Vorsitzender der „Islamischen Föderation Berlin“, war bereits 1979 Vorstandsmitglied von „Milli Görüş-Berlin“. Yakup Taşçı war bereits 1976 Mitglied des Gründungsvorstands von „Milli Görüş-Berlin“ und Imam der „Mevlana-Moschee“, sowie Ansprechpartner für die islamische Grundschule, deren Trägerverein „Islam Kolleg e. V.“ wiederum Mitglied in der „Islamischen Föderation Berlin“ ist. Aykut Haldun Algan war im Laufe der Jahre Vorsitzender von „Milli Görüş-Berlin“, stellvertretender Geschäftsführer und Finanzverwalter der „Islamischen Föderation“. Sein Bruder Ahmet Algan wiederum ist Gründungsmitglied der „Islamischen Föderation“ und deren Öffentlichkeitsarbeiter. Nach außen gelten die informell verbundenen „Mevlana-Moschee e. V.“, „Islamische Föderation Berlin“ und „Milli Görüş-Berlin“ weiterhin als unabhängige Organisationen. Der ehemalige Leiter des Verfassungsschutzes Berlin, Eduard Vermander, hielt die Mevlana-Moschee jedoch für den Sitz der „Milli Görüş-Berlin“. Die „Islamische Föderation Berlin“ wurde 2001 vom Berliner Senat für die Erteilung des Islamischen Religionsunterrichts zugelassen.

### Der Mord an Celalettin Kesim
Am 5. Januar 1980 wurde der Lehrer und Sekretär des Berliner Türkenzentrums Celalettin Kesim bei einer Aktion gegen die damals drohende Militärdiktatur in der Türkei von türkischen Faschisten und religiösen Fanatikern ermordet. Etwa 40 Aktivisten des politisch linksorientierten Türkenzentrums, die am Kottbusser Tor Flugblätter verteilten, wurden von etwa 70 türkischen Faschisten und religiösen Fundamentalisten überfallen, die aus der benachbarten Mevlana-Moschee kamen und mit Ketten, Schlagstöcken und Messern auf sie einschlugen. Dabei wurde Celalettin Kesim durch einen Messerstich in den Oberschenkel verletzt. Obwohl der Vorfall durch Zivilpolizisten beobachtet wurde, verblutete Kesim auf der Straße. Uniformierte Polizei und Rettungswagen kamen erst nach mehr als 30 Minuten zu Hilfe.

### „Hassprediger“-Affäre
Ende 2004 berichtete das ZDF-Magazin Frontal21 über „Hasspredigten“ in der Moscheegemeinde. Die Berliner Ausländerbehörde hatte darauf die Ausweisung des Imams angeordnet. Mit Tonbandaufzeichnungen konnte belegt werden, dass Selbstmordattentäter zu Helden stilisiert und Hass auf Amerikaner und Juden geschürt wurde. In dem TV-Beitrag hieß es etwa, Yakup Taşçı habe die Deutschen als „stinkende Ungläubige bezeichnet, die in der Hölle“ landen. Diese Übersetzung, gegen die Taşçı bisher erfolgreich geklagt hatte, sei „letztlich zutreffend“, so das Oberlandesgericht. Der Imam soll seine umstrittenen Aussagen am 12. Juni 2004 auf dem Oranienplatz in Berlin-Kreuzberg während einer öffentlichen Kundgebung sowie in einer Predigt während des Ramadanmonats 2004 getätigt haben.
Das Verwaltungsgericht Berlin sah es als erwiesen an, dass Taşçı in seinen Reden Gewalt verherrlicht und den „Grundkonsens des friedlichen Zusammenlebens verschiedener Bevölkerungsgruppen erheblich gestört“ habe. Zunächst legte der Imam gegen die Ausweisung Widerspruch ein und strengte eine Verfassungsklage an, die ihn vorerst vor der Abschiebung schützte. Der Imam zog später allerdings den Widerspruch gegen seine Ausweisung zurück, so dass diese rechtskräftig wurde und er Deutschland verlassen musste. Dass Taşçı vom ZDF als „Hassprediger“ bezeichnet werden durfte, wurde im April 2007 vom Brandenburgischen Oberlandesgericht bestätigt.

### Yimpaş-Affäre
Ebenfalls hat das ZDF-Magazin Frontal21 im November 2006 berichtet, dass Yakup Taşçı in seinen Predigten offen dafür geworben habe, Gewinnanteile der islamischen Holding Yimpaş zu erwerben. Die Käufer der Anteile sollen große Teile ihres Vermögens verloren haben, als die deutsche Tochter der Holding Insolvenz hat anmelden müssen. Taşçı soll selbst Geldgeschäfte getätigt und hohe Zinsgewinne erzielt haben. Die Berliner Staatsanwaltschaft ermittelte wegen Betrugs. Der arbeitslos gemeldete Taşçı soll staatliche Leistungen vom Jobcenter Berlin-Mitte bezogen haben, obwohl er nach Frontal21-Recherchen über knapp eine halbe Million Euro auf dem Konto einer türkischen Bank verfügte.

### Berliner Buch- und Kulturfest
In einer Presseerklärung vom 24. April 2006 erklärte die Islamische Föderation Berlin, die auf dem Moscheegelände jährlich stattfindende Buchmesse sei „Sache eines privaten Verlages“, „die Moschee habe damit nichts zu tun“. In einer Werbebroschüre heißt es allerdings „Jährlich besuchen ca. 1000 Lesebegeisterte unsere Buchmesse“. Journalist Richard Herzinger berichtete 2004 über das „2. Berliner Buch- und Kulturfest“ in der Mevlana-Moschee von Schriften des ägyptischen Religionsgelehrten Mohammed Qutb, die auf Deutsch auslagen, dessen Bruder Sayyid Qutb ein maßgeblicher Vordenker des modernen militanten Islamismus ist. Zu den Auslagen der Buchmesse gehörten auch Exemplare der später in Deutschland verbotenen türkischen Tageszeitung Vakit und religiös-politische Schriften des Autors Harun Yahya. Als eine Journalistin vom Tagesspiegel (am Tag der offenen Moschee) am Büchertisch zu Mohammed Qutb nachhakte, erwiderte Burhan Kesici, dass „die Leute diese Bücher doch sowieso lesen“, da könne man sie auch verkaufen. Das bedeute aber natürlich nicht, dass die Föderation Qutbs Ansichten teile.

### Brand der Moschee
In der Nacht vom 11. auf den 12. August 2014 brannte ein im Bau befindlicher Teil der Moschee aus. Da sich im Brandschutt Reste einer brennbaren Flüssigkeit fanden, handelte es sich möglicherweise um einen Anschlag. Die Berliner Polizei geht von Brandstiftung aus, ein Versehen oder ein technischer Defekt sei ausgeschlossen. Die Staatsanwaltschaft leitete wenige Wochen später Ermittlungen gegen einen Tatverdächtigen ein. Wie ein Sprecher der Anklagebehörde erklärte, handle es sich bei dem Beschuldigten um einen aus Jordanien stammenden Mann, der bereits wegen anderer Brandstiftungsvorwürfe aufgefallen sei und derzeit in Untersuchungshaft sitze.